# توقيت ساموا
ساموا تستخدم ت ع م+13:00 كما الوقت العادي ووقت ت ع م+14:00 كما التوقيت الصيفي, وهو ما يلاحظ خلال فصل الصيف في نصف الكرة الأرضية الجنوبي . في عام 2011, انتهى التوقيت الصيفي في يوم السبت, 2 أبريل 2011, الساعة 04:00 بالتوقيت الصيفي المحلي وبدأ يوم السبت, 24 سبتمبر 2011, الساعة 03:00 بالتوقيت القياسي المحلي. نظرًا لوقوعها بالقرب من خط الاستواء, لم تلتزم ساموا تقليديًا بالتوقيت الصيفي. تم التخطيط في البداية لإدخال التوقيت الصيفي في عام 2009 ولكن تم تأجيله لمدة عام واحد في أعقاب كارثة تسونامي في ساموا عام 2009.
نظرًا لوقوعها غرب خط التاريخ الدولي, تعد ساموا من بين الأماكن الأولى على وجه الأرض لرؤية كل يوم جديد, جنبًا إلى جنب مع تونغا وتوكيلاو (خلال التوقيت القياسي) وأجزاء من كيريباتي .

## قاعدة بيانات المنطقة الزمنية
تحتوي قاعدة بيانات المنطقة الزمنية في ملف zone.tab على منطقة واحدة لساموا, تسمى «باسيفيك / أبيا».

## 2011 تغيير المنطقة الزمنية
حتى نهاية عام 2011, كانت ساموا تقع شرق خط التوقيت الدولي, مع مراعاة التوقيت العالمي المنسق − 11:00 (ت ع م-10:00 بأثناء التوقيت الصيفي). كان هذا يتماشى مع ساموا الأمريكية المجاورة, التي تواصل مراقبة التوقيت العالمي المنسق ت ع م-11:00 (المنطقة الزمنية لساموا) على مدار العام. في نهاية يوم الخميس 29 ديسمبر 2011, واصلت ساموا السير مباشرة حتى يوم السبت 31 ديسمبر 2011, متخطية اليوم التقويمي بأكمله ليوم الجمعة 30 ديسمبر 2011 وأعادت رسم خط التوقيت الدولي بشكل فعال. صرح رئيس الوزراء Tuilaepa Sailele Malielegaoi أن التغيير يهدف إلى تحسين الأعمال التجارية مع نيوزيلندا وأستراليا والصين وأماكن أخرى في آسيا.